# Бернард Гейнце
Бернард Томас Гейнце (англ. Bernard Thomas Heinze; нар. 1 липня 1894, Шеппартон, штат Вікторія — пом. 10 червня 1982, Сідней) — австралійський диригент.
Навчався грі на скрипці у консерваторії при Мельбурнському університеті (1907–10) і у королівському музичному коледжі у Лондоні (1911–12). Удосконалювався у диригуванні у В. д'Енді і Н. Лежена у «схола канторум» у Парижі (1920–21) і В. Хесса у Берліні (1921–22). 
У 1923–57 роках жив у Мельбурні. 
З 1924 року директор Мельбурнського університету, у 1925–56 роках — професор по класу диригування музичного факультету університету. 
Заснував Мельбурнський струнний квартет (1924), керував університетським Симфонічним оркестром (1924–32), який реорганізував; у 1932–49 роках цей колектив під його управлінням виступав під назвою Мельбурнський симфонічний оркестр, до 1956 року — під назвою Симфонічний оркестр штату Вікторія. 
З 1925 року концертував, з 1947 року проводив серії абонементних концертів та концерти для юнацтва. Виступав у Канаді (1946). 
Був директором Державної консерваторії Нового Південного Уельсу у Сіднеї (1957–66), головою правління Гільдії австралійських композиторів (1967–72), головою музичного і драматичного комітету Сіднейської опери (до 1960 року) і Державної оперної компанії.
Виступав на різних музичних фестивалях, гастролював у країнах Європи (у СРСР у 1958 році), був членом журі 1-го Міжнародного конкурсу піаністів ім. Е. Ізаї (1938). Гейнце виконував твори різних стилів, виявляючи вдумливість інтерпретацій; для нього була характерна деяка емоційна стриманість. Писав статті про музику (публікувались в англійських та інших журналах).
У 1976 році нагороджений орденом Австралії (компаньйон ордена Австралії).